# Alburgh (Norfolk)
Alburgh est une paroisse civile et un village du Norfolk, en Angleterre.